# خط راه‌آهن تهران-همدان-سنندج
خط راه‌آهن تهران-همدان-سنندج یک خط راه‌آهن در کشور ایران است.
این خط که دارای ۴۲۰ کیلومتر طول است از شهر تهران شروع می‌شود و پس از عبور از استان مرکزی و شهر همدان به شهر سنندج در استان کردستان ادامه پیدا می‌کند.

## تهران-همدان
راه‌آهن تهران-همدان که در مسیر خود از شهرهای تهران، رباط کریم، ساوه، غرق‌آباد، فامنین و همدان عبور می‌کند در تاریخ ۱۸ اردیبهشت ۱۳۹۶ توسط حسن روحانی به بهره‌برداری رسیده‌است. همچنین این خط آهن از ۳۵ پل خاص به طول ۱۶۴۰ متر می‌گذرد.
این خط راه‌آهن به صورت یک خطه با سرعت ۱۶۰ کیلومتر بر ساعت برای مسافری و ۱۲۰ کیلومتر بر ساعت برای باری طراحی شده‌است.
در این طرح متراژ ساختمان اصلی ۲ ایستگاه ساوه و همدان به مساحت ۳۷ هزار مترمربع است. این طرح علاوه بر آن که از لحاظ حمل و نقل داخلی بار و مسافران استان‌های همدان و کردستان را به شبکه راه‌آهن سراسری متصل می‌کند، باعث فراهم آوردن بستری مناسب به منظور احداث طرح‌ها و صنایع جدید، بهبود و گسترش شبکه ترابری منطقه و همچنین افزایش ایمنی سیر و کاهش مصرف سوخت می‌شود. کل اعتبار هزینه شده در این پروژه ۹۷۰۰ میلیارد ریال است.
طرح و اجرای خط آهن همدان – تهران در سال ۸۳ مصوب شده بود و تکمیل زیرسازی و اجرای کامل ریل‌گذاری خط آهن همدان – تهران در دولت یازدهم اجرا شده‌است.
با بهره‌برداری از راه‌آهن همدان-ملایر به طول ۷۵ کیلومتر که ساخت آن از تابستان ۱۳۹۷ آغاز شده‌است، این خط راه‌آهن به راه‌آهن ملایر-کرمانشاه متصل خواهد شد.

## همدان-سنندج
خط راه‌آهن همدان-سنندج به عنوان فاز دوم خط راه‌آهن تهران-همدان-سنندج با ۱۵۱ کیلومتر طول در ۱۱ آبان ۱۴۰۲ افتتاح شده‌است. این خط در سه قطعه ساخته شده که حدود ۶۴ کیلومتر آن در استان همدان و باقی مانده آن در استان کردستان واقع شده‌است. طول قطعه یک این پروژه ۶۴٫۵ کیلومتر، قطعه دوم ۵۶ کیلومتر و قطعه سوم ۲۹٫۵ کیلومتر است واین خط راه‌آهن یک خطه، دارای عرض مسیر ۶ متر و طول پل‌ها ۲۵۲۴ متر است. ردیف بودجه‌ای پروژه راه‌آهن همدان–سنندج در ۱۰ خرداد ۱۳۸۲، در مجلس ششم به تصویب رسیده بود.

## ایستگاه‌ها
| رباط کریم                           | تهران-قم    |
| پرند (شهید خدایی)                   |             |
| اداره راه‌آهن تهران اداره راه‌آهن غرب |             |
| ساوه                                |             |
| فامنین                              |             |
| کوریجان                             |             |
| همدان                               | همدان-ملایر |
| بهار                                |             |
| آق‌بلاغ                              |             |
| دوسر                                |             |
| قروه                                | زنجان-قروه  |
| آونگان                              |             |
| دهگلان                              |             |
| سنندج                               |             |

## قطارها

### قطار تندروی پردیس
این قطار با ۳۰۶ صندلی ایجادی همه روزه صبح ساعت ۰۵:۵۵ از همدان به تهران حرکت کرده و عصر همان روز ساعت ۱۷:۰۰ از تهران به همدان مراجعت می‌کند و مدت زمان سیر آن حدود ۳ ساعت و نیم می‌باشد. قطار پردیس از قطارهای خودکشش شرکت حمل و نقل ریلی رجا و پرسرعت‌ترین ناوگان شبکه ریلی کشور است که این واگن‌ها مجهز به تهویه و سیستم صوتی بوده و در برابر ورود گرد و غبار و باد و باران محافظت کامل می‌شوند. ظرفیت قطار اتوبوسی (ترن‌ست) ۴ ستاره پردیس سالنی تعیین شده برای مسیر همدان به تهران ۳۲۰ نفر است.